# Mediální agentura
Mediální agentura je specializovaná společnost, která pro své klienty nakupuje reklamní prostor v médiích. Stará se o výběr vhodných médií, vhodných časů (například v televizním nebo rozhlasovém vysílání), prostorů (například v tisku nebo na internetových stránkách). Součástí práce mediální agentury je také zkoumání chování cílových skupin.

## Struktura mediální agentury
V mediální agentuře existují tři klíčová oddělení. 
Media Research, tedy výzkum médií sleduje jak samotná média, tak také chování diváků, posluchačů apod. a sbírá poznatky, které se dají později aplikovat při přípravě reklamních kampaní (tedy například jaká skupina diváků sleduje pořady v hlavním vysílacím čase na určitém televizním kanálu).
Media Planning, tedy plánování médií aplikuje poznatky z výzkumu a vybírá vhodná místa a časy pro umístění reklamy s ohledem na to, jaká je cílová skupina dané kampaně. Určuje také frekvenci s jakou se má reklama objevovat.
Media Buying, tedy nákup médií má za úkol nakupovat prostor v jednotlivých médiích a získávat co možná nejvýhodnější cenové podmínky.